# Ana Johnsson
Pour les articles homonymes, voir Johnsson.
Ana Lovisa Johnsson (née le 4 octobre 1977 à Göteborg, Suède) est une chanteuse suédoise, auteur-compositeur. Elle est internationalement connue grâce à son tube We Are, inclus dans la bande originale du film Spider Man 2.

## Biographie
Les parents d'Ana, Rolph et Carina, habitaient à Göteborg lors de sa naissance, puis ont déménagé à Sunne. Étudiante, elle part à Karlstad, puis, grâce à programme d'échange universitaire, aux États-Unis. Le snowboard était son passe temps favori, et elle est devenue pendant peu de temps semi-professionnelle.
Ana parle couramment quatre langues : suédois, anglais, allemand et norvégien.
Elle remporta la version suédoise de Popstars, et avec Jenny Bergfoth, Malin Olsson, et Johanna Landt forma le groupe « Excellence ». Ensemble, ils classent cinq chansons dans le Top 10, vendent beaucoup d'albums et font une tournée. Cependant « Excellence » ne correspondait pas au style d'Ana, c'est pour cela qu'elle quitta le groupe.
En automne 2003, elle sortit le single The Way I Am à la radio, qui fut un succès en Suède et en Allemagne. Elle sera nommée aux NRJ Awards à Stockholm. Peu après, en avril 2004, elle sort, en Suède, son premier album Cuz I Can.
Pendant une croisière, elle rencontra le patron de Colombia Tristar, qui lui proposa de participer à la bande originale du film Spider Man 2. La chanson s'appelle We Are, et fait partie de son nouvel album The Way I Am, qui reprend des chansons du premier album et une demi douzaine de nouvelles. L'album atteint le Top 10 dans plusieurs pays, parmi lesquels le Royaume-Uni, l'Allemagne et le Japon, et fait partie des meilleures ventes dans une vingtaine d'autres pays. L'album s'est vendu à plus de 500 000 exemplaires, et le single We Are, s'est vendu à 5 millions d'exemplaires à travers le monde. Au Japon l'album s'est vendu à 100 000 exemplaires et a reçu une certification d'or. En 2005, elle a été nommée aux NRJ Music Awards en tant que meilleure révélation. En Suède, elle a aussi été nommée au Grammy Awards dans plusieurs catégories.
Son deuxième album Little Angel se vend moins bien, malgré les singles qui se classent parmi le Top 10 à chaque fois. Le second single Exception fait partie de la bande originale du film Exit. Avec le groupe Bleak, elle fait la chanson Fate, qui fait partie de la bande originale du film chinois Jadesoturi (Jade Warrior). Le 19 janvier 2007, la chanson reçoit la récompense "Best Nordic Song" (Meilleure Chanson Nordique) aux « NRJ Radio Awards ».
L'album est sorti au Japon le 14 février 2007 avec deux titres bonus Falling to Pieces et If I'm Not Dreaming, le 13 avril, 20 500 exemplaires étaient déjà vendus.

## Discographie

### Albums
| Date            | Album        | Commentaire                                                                                |
| --------------- | ------------ | ------------------------------------------------------------------------------------------ |
| 14 avril 2004   | Cuz I Can    | (Album version suédoise)                                                                   |
| 12 août 2004    | The Way I Am | (Album version internationale) #4 JAP, #15 GER, #19 SUI, #20 AUT, #27 SWE, #27 NOR, #58 FR |
| 18 octobre 2006 | Little Angel | #28 JAP                                                                                    |

### Singles
| Date            | Single              | Album        |
| --------------- | ------------------- | ------------ |
| automne 2003    | The Way I Am        | Cuz I Can    |
| 11 février 2004 | Life                | Cuz I Can    |
| 15 mars 2004    | Cuz I Can           | Cuz I Can    |
| 28 juin 2004    | We Are              | The Way I Am |
| 25 octobre 2004 | Don't Cry For Pain  | The Way I Am |
| 7 mars 2005     | Coz I Can           | The Way I Am |
| 12 juillet 2006 | Days Of Summer      | Little Angel |
| 11 octobre 2006 | Exception           | Little Angel |
| 17 janvier 2007 | Catch Me If You Can | Little Angel |
| mars 2007       | Break Through Time  | Little Angel |

### Listes des pistes d’albums
| Cuz I Can |  | The Way I Am |  | Little Angel |
| CD (Suède, 14 avril 2004) 1. The Way I Am – 3:29 2. Cuz I Can – 3:04 3. L.A. – 3:44 4. Now It's Gone – 3:42 5. Life – 3:08 6. Crest of the Wave – 4:50 7. Here I Go Again – 3:25 8. Just a Girl – 3:22 9. Anything Goes – 2:49 10. A Song for Everyone – 3:01 11. Tame Me – 3:33 12. What Is a Girl to Do – 3:19 13. All the Way – 3:09 (piste bonus) |  | CD (International, 12 août 2004) 1. We Are – 3:57 2. Don't Cry for Pain – 3:48 3. The Way I Am – 3:32 4. I'm Stupid – 3:48 5. Life – 3:08 6. 6 Feet Under – 3:45 7. Coz I Can – 3:03 8. Crest of the Wave – 4:50 9. L.A. – 3:44 10. Now It's Gone – 3:43 11. Here I Go Again – 3:27 12. Black Hole – 3:58 (Japon uniquement) DVD (Japon, 6 octobre 2004) 1. We Are [clip vidéo] 2. On the Road with Ana Johnsson [vidéo] CD 2 (Japon, 9 février 2005) 1. Tame Me – 3:33 2. Bring It On – 2:45 3. What Is a Girl to Do – 3:19 4. Anything Goes – 2:49 5. Just a Girl – 3:22 6. Coz I Can [clip vidéo] 7. Don't Cry for Pain [clip vidéo] |  | CD (Suède et Japon, 18 octobre 2006) 1. Little Angel – 2:50 2. Break Through Time – 3:01 3. Exception – 3:12 4. Catch Me If You Can – 2:45 5. What If – 4:02 6. Playing God – 4:04 7. Burn – 3:50 8. Days of Summer – 3:11 9. The Harder We Fall – 3:46 10. Still – 3:50 11. Spit It Out – 3:12 12. Coming Out Strong – 4:52 13. Falling to Pieces – 3:25 (Japon uniquement) 14. If I'm Not Dreaming – 3:36 (Japon uniquement) DVD (Japon, 14 février 2007) 1. Exception [clip vidéo] – 3:10 2. A Day In The Life [vidéo] |